# インターロイキン-8
インターロイキン-8 (英：Interleukin-8, IL-8)またはケモカイン（C-X-Cモチーフ)リガンド8 (CXCL8)は、マクロファージ、上皮細胞、気道平滑筋細胞および血管内皮細胞が産生するケモカインでインターロイキンの1つである。血管内皮細胞は格納用小胞であるWeibel-Palade小体にIL-8を保管している。ヒトのIL-8タンパク質 はCXCL8遺伝子（別名：IL8 遺伝子）にコードされている。IL-8は最初にアミノ酸鎖長99個の前駆体ペプチドとして作られた後、活性を持つ幾つかのIL-8アイソフォームへと切断される。 培養環境のマクロファージが分泌するIL-8の主要な形態は、72個のアミノ酸からなるペプチドである。
IL-8が結合可能な受容体は膜表面に多数存在する。最も研究されているタイプはGタンパク質共役受容体であるCXCR1とCXCR2である。 IL-8との親和性と発現は2つの受容体で異なる（CXCR1>CXCR2）。IL-8の分泌は自然免疫系の応答における生化学反応の連鎖を通して重要なメディエーターである。

## 機能
IL-8は2つの主要な機能を持つ好中球走化因子としても知られている。標的細胞の感染部位への走化性を誘導する。第1の標的となるのは好中球だが他の顆粒球類の走化性も誘導する。それらが到着するとIL-8はファゴサイトーシスを誘導する。IL-8は血管新生の強力なプロモーターとしても知られている。標的細胞においてIL-8は移動とファゴサイトーシスに必要な一連の生理的反応である細胞内Ca2+の増加、エキソサイトーシス（ヒスタミン放出など）、呼吸バーストを誘導する。
IL-8はToll様受容体を持つ任意の細胞から分泌され、自然免疫応答に関与している。通常、最初に抗原を見つけるのはマクロファージで、他の細胞を動員するため最初にIL-8を放出する。IL-8の単量体およびホモ二量体はどちらもケモカイン受容体CXCR1とCXCR2の強力な誘導因子であると報告されている。ホモ二量体はより強力だが、Leu25をメチル化することで活性をブロックできる。
IL-8は細気管支炎やウイルス感染による一般的な呼吸器疾患の発病に関与していると考えられている。
IL-8はCXCケモカインファミリーの一員である。IL-8と他10個のCXCケモカインファミリーをコードする遺伝子は4q染色体にマッピングされ領域内にクラスターを形成している。

## 標的細胞
好中球顆粒球はIL-8の主要な標的細胞だが、このケモカインに応答する細胞（内皮細胞、マクロファージ、マスト細胞、角化細胞）は比較的広範囲に存在する。テトラヒメナ (Tetrahymena pyriformi)において、哺乳類と同様な濃度のIL-8で化学誘引物質活性が証明されており、このケモカインに応答する構造と機能が系統発生的に良く保存されていることを示唆する。

## 臨床的意義
IL-8は好中球の動員と脱顆粒の鍵となる役割を持つ炎症関連メディエーターである。 例えば、歯肉炎と乾癬で炎症誘導メディエーターを誘導する。
IL-8の分泌は酸化ストレスで増加する。そのため炎症細胞の動員とさらなる炎症の促進が酸化ストレスメディエーターで行われ、局部炎症の要因となる。IL-8は肥満との関連を示されている。
IL-8は結腸がんにおいて、結腸がん細胞株成長因子の自己分泌において、すなわち分裂促進と転位できるようなメタプロテアーゼ分子による切断に関与すると示唆されている。
妊娠中の母親のIL-8レベルが高い場合、子供の統合失調症のリスクが増加する。IL-8高レベルの統合失調症患者で、抗精神病薬治療の陽性反応が減少する可能性が示されている。
脳脊髄液（CSF）中のIL-8の上昇は、統合失調症、統合失調症スペクトラム障害、双極性障害、大うつ病性障害、自閉症スペクトラム障害、パーキンソン病、認知症、および多発性硬化症の患者において観察されている。 一方で、**自殺企図者ではCSF中のIL-8レベルが有意に低く、**自殺企図者における不安症状と負の相関を示す。
IL-8は嚢胞性線維症の病理にも関与している。IL-8はシグナル伝達分子としての機能で肺組織に好中球の動員と案内を行う。
気道内におけるこれら動員された好中球の過剰刺激と機能不全は、炎症性分子とプロテアーゼの放出による更なる肺組織へのダメージとなる。

## 命名
国際免疫学会連合のケモカイン命名小委員会はCXCL8を改名しIL-8とし、HUGO遺伝子シンボルをCXCL8で承認した。

## 発現調節
IL-8発現は幾つかのメカニズムでマイナス調節される。MiRNA-146a/b-5pはIRAK1をサイレンシングすることでIL-8の発現を間接的に抑制する。さらに、IL-8の3'UTRはAU-rich elementを含み、それは一定の条件下では非常に不安定である。IL-8の発現は転写因子NF-κBによって調節される。NF-κBの調節は、嚢胞性線維症のような炎症性疾患に使える新規な抗IL-8治療の可能性を意味する。

## References
1. ↑  “Mitogen-activated protein kinases regulate cytokine gene expression in human airway myocytes”. Am. J. Respir. Cell Mol. Biol. 23 (1):  86–94. (2000). doi:10.1165/ajrcmb.23.1.4014. PMID 10873157.
2. ↑  “Endothelial cell "memory" of inflammatory stimulation: human venular endothelial cells store interleukin 8 in Weibel-Palade bodies”. J. Exp. Med. 188 (9):  1757–62. (1998). doi:10.1084/jem.188.9.1757. PMC 2212526. PMID 9802987.
3. ↑  “Rapid secretion of prestored interleukin 8 from Weibel-Palade bodies of microvascular endothelial cells”. J. Exp. Med. 188 (9):  1751–6. (1998). doi:10.1084/jem.188.9.1751. PMC 2212514. PMID 9802986.
4. 1 2  “CXCL8 C-X-C motif chemokine ligand 8 [ Homo sapiens (human) ]”.  国立生物工学情報センター. 2016年7月27日閲覧。
5. 1 2  “Monocyte-derived neutrophil chemotactic factor (MDNCF/IL-8) resides in a gene cluster along with several other members of the platelet factor 4 gene superfamily”. Hum. Genet. 84 (2):  185–7. (1990). doi:10.1007/BF00208938. PMID 1967588.
6. 1 2  Brat DJ, Bellail AC, and Van Meir EG. (2005). “The role of interleukin-8 and its receptors in gliomagenesis and tumoral angiogenesis”. Neuro-Oncology 7 (2):  122–133. doi:10.1215/S1152851704001061.
7. ↑  “Chemotaxis and chemotactic selection induced with cytokines (IL-8, RANTES and TNF-alpha) in the unicellular Tetrahymena pyriformis”. Cytokine 10 (7):  481–6. (1998). doi:10.1006/cyto.1997.0328. PMID 9702410.
8. ↑  “Essential involvement of interleukin-8 (IL-8) in acute inflammation”. Journal of Leukocyte Biology 56 (5):  559–64. (Nov 1994). PMID 7964163.
9. ↑  Haake, SK, Huang, GTJ (2002). FA Carranza et al.. ed. Carranza's Clinical Periodontology (9 ed.). W.B.Saunders Co.. p. 162
10. ↑  “Nuclear factor-kappaB-dependent induction of interleukin-8 gene expression by tumor necrosis factor alpha: evidence for an antioxidant sensitive activating pathway distinct from nuclear translocation”. Blood 94 (6):  1878–89. (1999). PMID 10477716.
11. ↑  “Immunologic profile of excessive body weight”. Biomarkers 16 (3):  243–51. (2011). doi:10.3109/1354750X.2010.547948. PMID 21506696.
12. ↑  “Interleukin-8 as an autocrine growth factor for human colon carcinoma cells in vitro”. Cytokine 12 (1):  78–85. (2000). doi:10.1006/cyto.1999.0518. PMID 10623446.
13. ↑  “IL-8 promotes cell proliferation and migration through metalloproteinase-cleavage proHB-EGF in human colon carcinoma cells”. Cytokine 29 (6). (2005). doi:10.1016/j.cyto.2004.11.005. PMID 15749028.
14. ↑  “Elevated maternal interleukin-8 levels and risk of schizophrenia in adult offspring”. Am J Psychiatry 161 (5):  889–95. (2004). doi:10.1176/appi.ajp.161.5.889. PMID 15121655.
15. ↑  “Changes in serum interleukin-2, -6, and -8 levels before and during treatment with risperidone and haloperidol: relationship to outcome in schizophrenia”. J Clin Psychiatry 65 (7):  940–7. (2004). doi:10.4088/JCP.v65n0710. PMID 15291683.
16. 1 2  “IL-8 (CXCL8) Correlations with Psychoneuroimmunological Processes and Neuropsychiatric Conditions”. Journal of Personalized Medicine 14 (5):  488. (2024). doi:10.3390/jpm14050488. PMC 11122344. PMID 38793070.
17. ↑  “Nebulized hypertonic saline decreases IL-8 in sputum of patients with cystic fibrosis”. American Journal of Respiratory and Critical Care Medicine 183 (11):  1517–23. (Jun 2011). doi:10.1164/rccm.201101-0072oc. PMID 21330456.
18. ↑  “Chemokine/chemokine receptor nomenclature”. J. Interferon Cytokine Res. 22 (10):  1067–8. (2002). doi:10.1089/107999002760624305. PMID 12433287.
19. ↑  “MicroRNAs miR-146a/b negatively modulate the senescence-associated inflammatory mediators IL-6 and IL-8”. Aging (Albany NY) 1 (4):  402–11. (2009). PMC 2818025. PMID 20148189.
20. ↑  “Mechanisms of the noxious inflammatory cycle in cystic fibrosis”. Respir. Res. 10 (1):  23. (2009). doi:10.1186/1465-9921-10-23. PMID 19284656.